# قلعه حسینیه

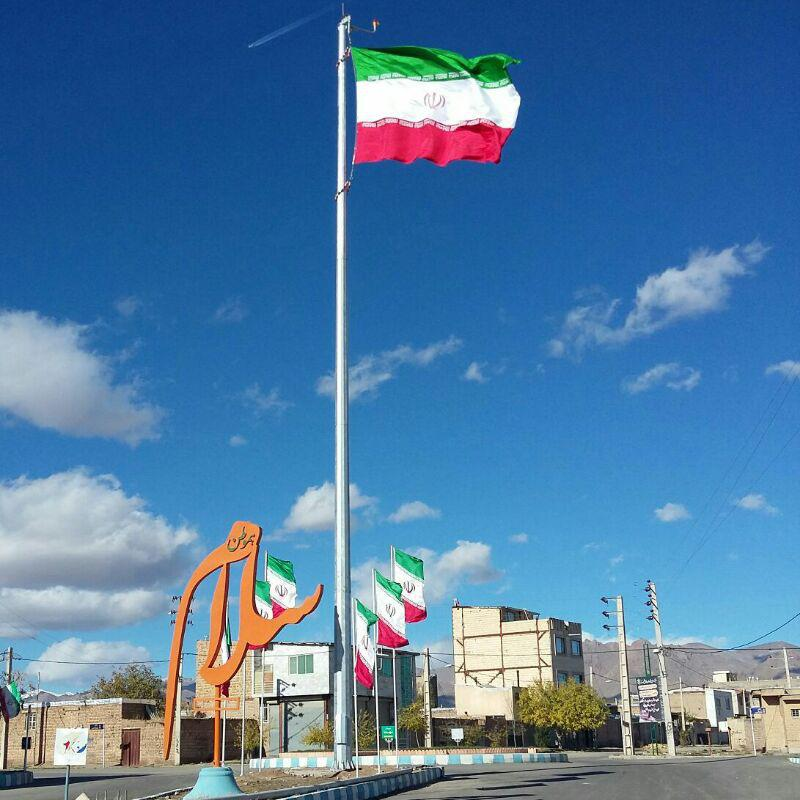
میدان شهدای قلعه حسینیه

قلعه حسینیه یکی از روستاهای شهرستان خرمدره در استان زنجان ایران است. این روستا در دهستان خرمدره واقع شده است و از پر جمعیت ترین روستا های شهرستان خرمدره است.بر اساس سرشماری سال ۱۳۹۵ جمعیت ان ۴۰۰۰ نفر (در ۱۰۰۰ خانوار) بوده‌است.

## موقعیت جغرافیایی
این روستا در عرض جغرافیایی۳۶٫۲۴درجه و طول جغرافیایی۴۹٫۱۶واقع شده است و در فاصله حدود 4 کیلومتری شهر خرمدره و حدود 3 کیلومتری شهر هیدج قرار دارد.